# Trogon maskowy
Trogon maskowy (Trogon personatus) – gatunek średniej wielkości ptaka z rodziny trogonów (Trogonidae). Gatunek jest szeroko rozpowszechniony wzdłuż stoków Andów od Wenezueli do Boliwii, a także w kilku odrębnych lokalizacjach w Wenezueli, Gujanie i skrajnie północnej Brazylii. Opisany po raz pierwszy w roku 1842. Jest gatunkiem najmniejszej troski.

## Systematyka
Gatunek ten po raz pierwszy zgodnie z zasadami nazewnictwa binominalnego opisał John Gould pod nazwą Trogon personata. Opis ukazał się w 1842 roku w „The Annals and Magazine of Natural History including Zoology, Botany, and Geology”. Jako miejsce typowe autor wskazał The Cordillerian Andes, ale nie podał dokładnej lokalizacji. Wyróżnia się dziewięć podgatunków:
- T. p. assimilis Gould, 1846
- T. p. duidae Chapman, 1929
- T. p. heliothrix Tschudi, 1844
- T. p. personatus Gould, 1842 – trogon maskowy[4]
- T. p. ptaritepui Zimmer & Phelps,WH 1946
- T. p. roraimae (Chapman), 1929
- T. p. sanctaemartae Zimmer, 1948
- T. p. submontanus Todd, 1943
- T. p. temperatus (Chapman), 1923 – trogon andyjski[4]

Zaproponowano wydzielenie trogona andyjskiego (T. p. temperatus) do osobnego gatunku, ale wymaga to potwierdzenia.

### Etymologia
- Trogon: gr. τρωγων trōgōn „owocożerny, gryzący”, od τρωγω trōgō „gryźć”[9].
- personatus: łac. personatus – „maskowy”, od łac. persona – „maska”[10].

## Morfologia
Średniej wielkości ptak o długości ciała 25 cm i masie ciała 64 g. Występuje dymorfizm płciowy. Samce mają czarne tęczówki, wokół oka naga, pomarańczowo-czerwona skóra, dziób silny, żółty. Twarz i gardło czarniawe. Głowa, kark, szyja, pierś (do połowy) i plecy niebiesko-zielone. W połowie piersi biała opaska, reszta dolnych części ciała: brzuch, boki i pokrywy podogonowe czerwone. Skrzydła prążkowane w drobne czarno-białe paseczki. Krawędzie lotek pierwszego rzędu z białawymi krawędziami. Sterówki z wierzchu miedziane lub miedzianozielone, od spodu w bardzo wąskie biało-czarne paseczki z dosyć szerokimi białymi zakończeniami. Samice mają czarne tęczówki, wokół oka naga, biała skóra, szersza od strony dzioba i tyłu głowy, dziób żółty. Głowa, pierś, skrzydła, plecy, kuper brązowe. Twarz i gardło czarne. Na piersi biała półopaska, reszta dolnych części ciała: brzuch, boki i pokrywy podogonowe bladoczerwone. Krawędzie lotek pierwszego rzędu z białawymi krawędziami. Sterówki z wierzchniej strony brązowe z czarnymi zakończeniami, od spodniej strony jak u samca.
Podgatunek T. p. sanctaemartae ma bardziej od podgatunku nominatywnego zaznaczone blade obszary na skrzydłach. T. p. roraimae jest mniejszy od podgatunku nominatywnego. Środkowe sterówki ma wyraźnie miedziano-brązowe, dolne sterówki z szerszymi białymi paskami, głowę, grzbiet i pierś intensywniej miedzianą. T. p. duidae wygląda jak T. p. roraimae ze sterówkami od t3 węższymi i wyraźniej prążkowanymi. T. p. ptaritepui podobny do T. p. roraimae, u samic opaska piersiowa o odcieniu oliwkowym. Podgatunek T. p. temperatus ma mniejszy dziób, górę głowy i pierś o odcieniu bardziej niebieskim, u samic białe, nie brązowe zabarwienia na skrzydłach. T. p. assimilis ma dziób mniejszy od podgatunku nominatywnego i najbardziej drobne prążkowanie ogona i skrzydeł ze wszystkich podgatunków. T. p. heliothrix ma nieco mniejszy dziób, bardziej niebiesko-zielony odcień ogona i sterówki od t3 silniej prążkowane niż u T. p. assimilis i T. p. temperatus, ale mniej niż u T. p. personatus. T. p. submontanus podobny do T. p. temperatus, ale ma większy dziób, ubarwienie samca nieco bledsze, a samicy nieco ciemniejsze.

## Zasięg występowania
Trogon maskowy jest gatunkiem osiadłym. Obserwowane są tylko przemieszczania pionowe związane z porami roku. Jego zasięg występowania według szacunków organizacji BirdLife International obejmuje 5,13 mln km². Poszczególne podgatunki zamieszkują:
- T. p. assimilis – zachodnie Andy w Kolumbii, zachodnim Ekwadorze i północno-zachodnim Peru,
- T. p. duidae – południowo-środkową Wenezuelę (tepui w Nizinie Amazonki i północno-zachodni Bolívar),
- T. p. heliothrix – strefę umiarkowaną w północnym i środkowym Peru (wschodnie stoki Andów),
- T. p. personatus – subtropikalne lasy górskie w północnej Kolumbii i zachodniej Wenezueli, środkowe i wschodnie Andy od Kolumbii na południe do wschodniego Peru,
- T. p. ptaritepui – Wenezuelę w południowo-wschodnim Bolívar, m.in. Ptari-tepui,
- T. p. roraimae – Wenezuelę w południowo-wschodnim Bolívar, pasmo Pacaraima z górą Roraima w południowo-zachodniej części Gujany i w najbardziej na północ wysuniętych obszarach Brazylii,
- T. p. sanctaemartae – północną Kolumbię (Sierra Nevada de Santa Marta),
- T. p. submontanus – Andy w południowo-wschodnim Peru (Puno) i w Boliwii (Chuquisaca),
- T. p. temperatus – wilgotne lasy w środkowych i wschodnich Andach Kolumbii i Ekwadoru[11].

## Ekologia
Głównym habitatem trogona maskowego są środkowe i niższe (do drzewek podszytu) partie lasów wilgotnych, deszczowych i mglistych. Spotykany jest także na obrzeżach lasów, w lasach wtórnych i przerzedzonych lasach górskich. W Kolumbii występuje na wysokościach 700–2100 m n.p.m. w Sierra Nevada de Santa Marta, 1400–2900 m n.p.m. w Sierra de Perijá, 1000–2500 m n.p.m. w zachodnich Andach, 2300–3500 m n.p.m. w Andach środkowych i 1900–3600 m n.p.m. we wschodnich Andach. W Ekwadorze 1400–2950 m n.p.m.; w Wenezueli 1500–3000 m n.p.m. na północ od Orinoko i 700–1850 m n.p.m. na południe od tej rzeki.
Dieta składa się z owoców różnych gatunków roślin z rodzin pieprzowatych i kluzjowatych oraz z łapanych w locie owadów. Obserwowany był w stadach mieszanych. Długość pokolenia jest określana na 7,3 roku.

### Rozmnażanie
Informacje o gniazdowaniu i rozmnażaniu trogona maskowego są bardzo skąpe. W Kolumbii ptaki w kondycji lęgowej obserwowano od kwietnia do sierpnia. Gniazdo w dziupli wykutej w częściowo spróchniałym pniu, w jednym przypadku znajdowało się na wysokości 3 m nad ziemią. W lęgu 2 jaja.

## Status
W Czerwonej księdze gatunków zagrożonych IUCN trogon maskowy jest klasyfikowany jako gatunek najmniejszej troski (LC – Least Concern). Liczebność populacji nie jest oszacowana, ale gatunek opisywany jest jako dość pospolity. Ze względu na brak dowodów na spadki liczebności bądź istotne zagrożenia dla gatunku BirdLife International ocenia trend liczebności populacji jako stabilny.